# Vilppula
Vilppula (in svedese Filpula) è stato un comune finlandese di 5 458 abitanti, situato nella regione del Pirkanmaa. Il comune è stato soppresso nel 2009 ed è compreso nel comune di Mänttä-Vilppula.

## Monumenti e luoghi d'interesse
- Chiesa di Vilppula